# امنیت فیزیکی

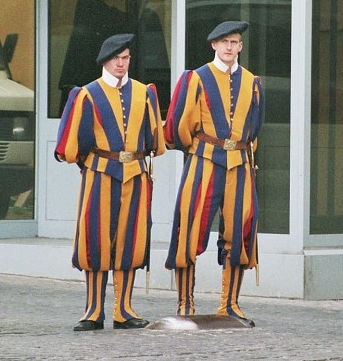
دو نگهبان آلمانی که مسئولیت برقراری امنیت فیزیکی را دارند

امنیت فیزیکی (انگلیسی: Physical security) به اقدامات امنیتی اطلاق می‌شود، که برای جلوگیری از دسترسی غیرمجاز به امکانات، تجهیزات و منابع، همچنین در راستای حفاظت از کارکنان، املاک و دارایی‌های فیزیکی از آسیب‌هایی چون جاسوسی، سرقت، خرابکاری، بلایای طبیعی یا حملات تروریستی، مورد استفاده قرار می‌گیرد. امنیت فیزیکی شامل استفاده از لایه‌های مختلف سیستم‌های جانبی می‌باشد که در راستای پیاده‌سازی آن، از تکنیک‌هایی چون نظارت تصویری، حراست فیزیکی، موانع امنیتی، استفاده از قفل‌ها و پروتکل‌های کنترل دسترسی استفاده می‌شود. امنیت فیزیکی همچنین حفاظت از اجزای سخت‌افزاری و نرم‌افزاری، شبکه‌ها و داده‌ها از شرایط و رخدادهای فیزیکی را نیز در بر می‌گیرد، که ممکن است باعث ایجاد آسیب‌های جدی به یک سازمان، شرکت یا مؤسسه شود.در این خصوص توجه شما را به اطلاعاتی در خصوص حراست فیزیکی و نهاد مرتبط با آن جلب می نمایم